# Battle Spirits Sword Eyes
《Battle Spirits Sword Eyes》，又譯為《Battle Spirits 劍瞳》。為Battle Spirits系列的第五部作品。由2012年9月9日至2013年9月8日於名古屋電視台播放，全50話。

## 概要
《Battle Spirits》的第五部作品。前作《Battle Spirits 霸王》的故事背景是現實世界，和第2作《 Battle Spirits 少年激霸彈》一樣，是描寫異世界的冒險故事。
工作人員也是同樣（除了角色設計以外換上新），大概與前作同樣的布陣制作。

## 登場角色

### 劍和他的同伴
劍．立胁（Tsurugi Tatewaki）
配音員：皆川純子（日本）／鄭家蕙（香港）
光和暗之并存的红属性，阿特蘭蒂亞的第二王子，正义感十分强，喜欢滑板的热血少年口头禅为「应该做的！（就要幹！）」。
守護者（Bringer）
配音員：諏訪部順一（日本）／袁德基（香港）
把守护剑作为使命的卡斗机器人，以前是阿特蘭蒂亞的士兵，編號「BS0012」。因由劍的母親得到可以寄宿暗之Sword Eyes紅屬的力量。
黄纓．纐纈（Kizakura Kizakuri）
配音員：堀江由衣（日本）／何芷心（香港）
光之黄属性，喜歡甜品，尤其是剑的奶奶做的饼干，自己有一家甜點公司，由於兒時貧窮自立自強建成的，喜歡劍，但经常与劍斗嘴。
葉隱．席德（Hagakure Shidou）
配音員：福山潤（日本）／程文意（香港）
光之绿属性，是個忍者。想得到制裁之劍是為了成為上忍，夥伴是大型鳥疾風丸。
空．龙阳（Sora Ryuyo）
配音員：小野友樹（日本） ／樂家焜（香港）
光之蓝属性，兴奋时会说出「爱」之类的话。喜歡吃甜食。跟黃櫻從小就認識，是機械技師，維修了守護者數次。
哈古亚．伊斯托古（Haqua Estoc）
配音員：釘宮理惠（日本）／譚淑嫻（香港）
光之白属性，認為當Sword Eyes很辛苦，也很無心去當，後來受到劍一夥人的影響，接受戰鬥，與外表上不同的，戰鬥中表現的十分熱血，但從頭到尾都是錢奴。喜欢黄樱。
蘇芳（Suou）
配音員：阪口大助
光之紫属性。為骨人偶，一直希望能成為真正的人類好讓哥哥認同自己，能跟樹及機械等等的非人類溝通。

### 阿特蘭蒂亞
白夜王 刃（Yaiba）
配音員：綠川光／嶋村侑（幼年）（日本）／杜景煜（香港）
暗之白属性。劍的哥哥，阿特蘭蒂亞的統治者。作为劲敌而出现于剑的面前，为了得到制裁之神剑而搜索着剑刃合体和Sword Eyes。曾經因母親送走還是嬰兒時期的劍而視她為敵人，實為想實現對父親的承諾，要保護自己的家人。想要获得裁决之神剑的原因是想要弑神。
加魯多斯．蘭德爾（Garudos Randall）
配音員：速水獎
歌迪．達因（Gordy Dain）
配音員：家中宏
暗之綠属性。
保拉烏．巴倫（Brau Balm）
配音員：安元洋貴
暗之藍属性。
阿馬列洛．貝爾傑（Amarello Berge）
配音員：神田朱未
暗之黃属性。
利羅烏．拉凱爾斯（Rirove Rakels）
配音員：浪川大輔
暗之紫属性。蘇芳之兄。

### 天空之三賢者
正義立花
配音員：立花慎之介（日本）／黃啟明（香港）
銀河渡邊
配音員：諏訪部順一
轟炸
配音員：小山力也

### 其他
王太后格瑞娜妲
配音員：根谷美智子
劍和刃的母親，艾蘭奧絲的妻子。
艾蘭奧絲二世
劍和刃的父親，格瑞娜妲的丈夫。
正宗．帶刀
配音員：坂東尚樹
劍的義祖父。
菊．帶刀
配音員：佐藤智惠
劍的義祖母。

## 卡片

### 紅色
BS12-X01 金牛龍神 龍牛・戴拿斯
- 系統：光導・古龍
- 戰徽：紅
- 費用：7
- 減輕戰徽：紅4
- LV1：BP5000，LV2：BP8000，LV3：BP10000

BS13-X01 光龍騎神 射手・阿波羅龍
- 系統：光導・神星
- 戰徽：紅
- 費用：8
- 減輕徽章：紅4
- LV1：BP6000，LV2：BP10000，LV3：BP13000

BS20-X01 滅龍帝 終末之龍
- 系統：滅龍
- 戰徽：紅
- 費用：9
- 減輕戰徽：紅6
- LV1：BP9000，LV2：BP12000，LV3：BP16000，LV4：BP20000

BS21-X01 光輝龍皇 閃光龍・弧光
- 系統：星龍
- 戰徽：紅
- 費用：7
- 減輕戰徽：紅4
- LV1：BP6000，LV2：BP10000，LV3：BP13000

BS23-X01 龍輝神 閃光龍・疊影
- 系統：劍使・星龍
- 戰徽：紅
- 費用：8
- 減輕戰徽：紅4
- LV1：BP6000，LV2：BP11000，LV3：BP14000

BS24-X01 斷罪滅龍 審判之龍
- 系統：滅龍
- 戰徽：紅
- 費用：10
- 減輕戰徽：紅6
- LV1：BP10000，LV2：BP13000，LV3：BP16000

SD10-X01 輝龍 閃光龍
- 系統：星龍
- 戰徽：紅
- 費用：6
- 減輕戰徽：紅3
- LV1：BP5000，LV2：BP8000，LV3：BP11000

SD10-X02 輝聖劍 閃光劍
- 系統：劍刃
- 戰徽：紅
- 費用：7
- 減輕戰徽：紅3
- LV1：BP5000，合體：+5000

SD17-X01 闇龍 闇暴劍龍
- 系統：地龍
- 戰徽：紅
- 費用：7
- 減輕戰徽：紅3
- LV1：BP5000，LV2：BP7000P，LV3：BP10000

SD17-X02 暗黑之魔劍 闇刃
- 系統：劍刃
- 戰徽：紅
- 費用：6
- 減輕戰徽：紅3
- LV1：BP5000，合體：+BP5000

X005R 北斗七星龍 齊格・阿波羅龍
- 系統：神星・星龍
- 戰徽：紅
- 費用：6
- 減輕戰徽：紅3
- LV1：BP5000，LV2：BP8000，LV3：BP11000

### 白色
BS20-X04 黑天狐 負極・九尾
- 系統：機獸
- 戰徽：白
- 費用：7
- 減輕戰徽：白3
- LV1：BP6000，LV2：BP8000P，LV3：BP12000

BS21-X04 槍光機神 庫胡林
- 系統：武裝
- 戰徽：白
- 費用：7
- 減輕戰徽：白3
- LV1：BP5000，LV2：BP7000P，LV3：BP11000

BS21-X07 天空之光劍 不敗劍
- 系統：劍刃
- 戰徽：白
- 費用：5
- 減輕戰徽：白2
- LV1：BP5000，合體：+BP5000

BS22-X04 黑皇機獸 暗黑獅鷲
- 系統：機獸
- 戰徽：白
- 費用：8
- 減輕戰徽：白4
- LV1：BP7000，LV2：BP10000P，LV3：BP14000

SD11-X01 闇皇 九尾・闇
- 系統：機獸
- 戰徽：白
- 費用：6
- 減輕戰徽：白3
- LV1：BP5000，LV2：BP7000P，LV3：BP10000

SD11-X02 白夜寶劍 極晝
- 系統：劍刃
- 戰徽：白
- 費用：6
- 減輕戰徽：白6
- LV1：BP5000，合體：+BP5000

### 紫色
BS20-X02 黑色骸王 巴魯托安德魯斯
- 系統：無魔
- 戰徽：紫
- 費用：7
- 減輕戰徽：紫3
- LV1：BP6000，LV2：BP8000P，LV3：BP12000

BS20-X07 咎人之骨劍 死刑執行者
- 系統：劍刃
- 戰徽：紫
- 費用：5
- 減輕戰徽：紫2
- LV1：BP5000，合體：+BP5000

BS23-X02 白蛇帝 亞迪烏斯・毒蛇
- 系統：妖蛇
- 戰徽：紫
- 費用：10
- 減輕戰徽：紫6
- LV1：BP8000，LV2：BP9000P，LV3：BP10000

BS23-X08 紫電之靈劍 雷光・紫菀
- 系統：劍刃
- 戰徽：紫
- 費用：6
- 減輕戰徽：紫3
- LV1：BP5000，合體：+BP5000

### 綠色
BS19-X03 黑蟲魔王 惡魔螳螂
- 系統：怪蟲
- 戰徽：綠
- 費用：6
- 減輕戰徽：綠3
- LV1：BP6000，LV2：BP10000

BS19-X07 黑蟲之妖刀 薄翅浮蝣
- 系統：劍刃
- 戰徽：綠
- 費用：5
- 減輕戰徽：綠3
- LV1：BP5000，合體：+BP5000

BS22-X03 光牙鳳凰 烈空丸
- 系統：爪鳥
- 戰徽：綠
- 費用：7
- 減輕戰徽：綠3
- LV1：BP5000，LV2：BP9000P，LV3：BP11000

BS22-X07 疾風之雙刃 神威隼颯
- 系統：劍刃
- 戰徽：綠
- 費用：3
- 減輕戰徽：綠3
- LV1：BP5000，合體：+BP5000

### 黃色
BS20-X05 大天使 拉拉菲爾
- 系統：天靈
- 戰徽：黃
- 費用：7
- 減輕戰徽：黃3
- LV1：BP5000，LV2：BP7000P，LV3：BP11000

BS20-X08 光翼之神劍 天使羽
- 系統：劍刃
- 戰徽：黃
- 費用：5
- 減輕戰徽：黃2
- LV1：BP5000，合體：+BP5000

BS22-X05 凶神獸 混沌・天馬
- 系統：想獸
- 戰徽：黃
- 費用：7
- 減輕戰徽：黃3
- LV1：BP5000，LV2：BP6000P，LV3：BP10000

BS22-X08 夢幻之天劍 暮光幻想
- 系統：劍刃
- 戰徽：黃
- 費用：5
- 減輕戰徽：黃2
- LV1：BP5000，合體：+BP5000

### 藍色
BS19-X06 戰輝神 桑達拿古
- 系統：鬥神
- 戰徽：藍
- 費用：7
- 減輕戰徽：藍3
- LV1：BP6000，LV2：BP8000P，LV3：BP12000

BS19-X08 蒼海之大劍 大漩渦
- 系統：劍刃
- 戰徽：藍
- 費用：6
- 減輕戰徽：藍3
- LV1：BP5000，合體：+BP5000

BS21-X06 異海神 迪斯・魯西奧
- 系統：異合
- 戰徽：藍
- 費用：8
- 減輕戰徽：藍4
- LV1：BP6000，LV2：BP9000P，LV3：BP14000

BS21-X08 深淵之巨劍 深淵默示錄
- 系統：劍刃
- 戰徽：藍
- 費用：5
- 減輕戰徽：藍3
- LV1：BP5000，合體：+BP5000

## 電視動畫

### 製作人員
- 企劃 - 日昇動畫
- 原作 - 矢立肇
- 監督 - 渡邊正樹
- 系列構成 - 富岡淳廣
- 角色設計 - 稻吉智重
- Spirits設計 - 今石進、丸山浩、寺島慎也、ヒラタリョウ
- 機械設計 - やまだたかひろ
- CG監督 - 井上喜一郎
- CG生產商 - 柴田英樹
- 美術監督 - 小林賢治
- 色彩設計 - 柴田亞紀子
- 攝影監督 - 貞光壽幸
- 編輯 - 渡邊直樹
- 音樂 - 瀨川英史
- 音響監督 - 藤野貞義
- 遊戲設計 - マイケル・エリオット
- 首席製作人 - 寶田壽也（名古屋電視台）、尾崎雅之（日昇動畫）
- 生產商 - 福嶋更一郎（名古屋電視台）、若鍋龍太、森田真好（日昇動畫）
- 動畫制作 - 日昇動畫
- 制作 - 名古屋電視台、日昇動畫、ADK

### 主題歌
OP（片頭曲）
「Wild Card」（avex entertainment）（第1 - 26話）
作詞 - leonn／作曲、編曲 - 日比野裕史／歌 - 多田宏
「Billy Billy」（第27 - 50話）
作詞、作曲 - YUTO／編曲、歌 - CLUTCHO
ED（片尾曲）
「Color」（DIVE IIentertainment）（第1 - 26話、第50話）
作詞、作曲 - 大久保友裕／編曲 - 五十嵐宏治／歌 - i☆Ris
「IN FUTURE！！」（第27 - 49話）
作詞 - 生田真心／作曲、編曲 - ハマサキユウジ／歌 - ゆーたくII

### 各話標題
| 話數   | 日本標題                                                     | 中文標題                                        | 香港標題                               | 劇本     | 分鏡              | 演出     | 作畫監督 （作畫監督協力）    | Key Cards                                  |
| ------ | ------------------------------------------------------------ | ----------------------------------------------- | -------------------------------------- | -------- | ----------------- | -------- | ---------------------------- | ------------------------------------------ |
| 1      |                                                              | 光與暗的神話 輝龍·閃耀星龍！                    | 光與暗之神話 輝龍閃耀星龍              | 富岡淳廣 | 渡邊正樹          | 渡邊正樹 | 稻吉智重                     | 輝龍シャイニング・ドラゴン                 |
| 2      | 緑の追撃戦！ナインテイル・ダークの瞳                         | 綠屬性的追擊戰！暗黑九尾之瞳！                  | 綠屬性追擊戰 暗黑九尾之瞳              | 富岡淳廣 | 工藤寬顯          | 渡邊正樹 | 波風立志                     | 輝きの聖剣シャイニング・ソード             |
| 3      | 兄と弟 白夜の宝剣 ミッドナイト・サン！                       | 兄與弟 白夜之寶劍子夜凜日！                     | 兄與弟 白夜之寶劍之夜凜日              | 富岡淳廣 | 齋藤昭裕          | 齋藤昭裕 | 丸尾一 （石田智子）          | 闇皇ナインテイル・ダーク                   |
| 4      | 光の青き剣、戦輝神ゼルドナーク                               | 光之藍屬性劍刃 戰輝神澤爾德！                   | 光之蒼藍劍刃 戰輝神澤爾德納克          | 網谷正治 | 池野昭二          | 池野昭二 | 河野悦隆 （丸尾一）          | 戦輝神ゼルドナーグ                         |
| 5      | 合体強襲！？！蒼海の大剣メイルシュトロム                     | 合體強襲！？！蒼海之大劍怒濤漩渦！              | 合體強襲 蒼海之大劍怒濤漩渦            | 神山修一 | 高橋順            | 高橋順   | 久行宏和                     | 蒼海の大剣メイルシュトロム                 |
| 6      | 光の緑は忍者？ハガクレいざ参る！                             | 光之綠屬性Sword Eyes是忍者！ ？葉隱、於此現身！ | 光之綠屬性劍之眼是忍者？葉隱，現在參上 | 石橋大介 | 加瀨充子          | 宮原秀二 | 尾形健一郎 （外崎春雄）      | 黒蟲の妖刀ウスバカゲロウ                   |
| 7      | 神の試練 ツルギVSジャスティス立花                            | 神之試練 劍VS審判者立花！                       | 神之試煉，劍對正義立花                 | 山田由香 | 馬引圭            | 馬引圭   | 菊池晃                       | 火焰菲爾德                                 |
| 8      | 動き出す世界 フレイムフィールド灼熱！                        | 激變的世界灼熱之烈焰領域！                      | 激變的世界 灼熱之烈焰領域              | 富岡淳廣 | 譽田晶子          | 譽田晶子 | 石田智子                     | 黒蟲の妖刀ウスバカゲロウ                   |
| 9      | 紫の闇、黒き骸王バルトアンデルス                             | 紫屬性之暗、漆黑之骸王巴爾德安迪路斯！          | 滅紫之黑暗 漆黑之骸王巴爾德安迪路斯    | 網谷正治 | 齋藤昭裕          | 齋藤昭裕 | 波風立志                     | 黒き骸王バルトアンデルス                   |
| 10     | 人間って何？骨剣エグゼキューショナーズ                       | 人類是什麼？骨劍 滅刑魔君！                     | 人類是甚麼？骨劍滅刑魔君               | 神山修一 | 高橋順            | 高橋順   | 稻吉朝子                     | 咎人の骨劍エグゼキューショナーズ           |
| 11     | おいしいは正義！光翼の神剣エンジェリック・フェザー！         | 好吃即為正義！光翼之神劍 天使羽翼！             | 好吃就是正義 光翼之神劍天使羽翼        | 山田由香 | 中島大輔          | 中島大輔 | 小野田貴之                   | 光翼の神劍エンジェリック．フェザー         |
| 12     | 再会 母よ、その微笑みは                                      | 再會 母親啊、你那微笑！                         | 再會 媽媽，你的微笑                    | 富岡淳廣 | 池野昭二          | 池野昭二 | 長岡中                       | 白夜の寶劍ミッドナイト．サン               |
| 13     | 宿命の対決 黒天狐ネガ・ナインテイル！                        | 宿命之對決黑天狐陰冥九尾！                      | 宿命之對決 黑天狐陰冥九尾              | 富岡淳廣 | 渡邊正樹 池野昭二 | 宮原秀二 | 尾形健一郎                   | 黑天孤ネガ．ナインテイル                   |
| 14     | 滅龍帝ジエンド・ドラゴニス驀進！                             | 滅龍帝 終末魔龍驀進！                           | 滅龍帝，終末魔龍進攻                   | 石橋大助 | 亀井治            | 亀井治   | 久行宏和                     | 滅龍帝ジエンド．ドラゴニス                 |
| 15     | 紫と緑の賭け さらば疾風丸！？                                | 紫屬性與綠屬性的賭局再見了疾風丸！？            | 滅紫跟柳綠的戰局 再見了，疾風丸        | 網谷正治 | 譽田晶子          | 譽田晶子 | 菊池晃                       | パープルヘイズ                             |
| 16     | 白夜！仲間割れ！？ツルギVSキザクラ！                         | 白夜！離間友誼！？劍VS黃櫻！                    | 白夜，有內訌？劍對黃纓                 | 山田由香 | 馬引圭            | 馬引圭   | 石川てつや                   | シャイニングフレイ                         |
| 17     | これが王者のバトル！？！闇皇VS骸王！                         | 此乃王者之對戰！ ？ ！暗皇VS骸王！              | 這場是王者的對戰？暗皇對骸王           | 神山修一 | 工藤寬顯          | 工藤寬顯 | 波風立志                     | リゲイン                                   |
| 18     | ダブルブレイヴ ブリンガーデッキ界放！                        | 雙重合體 布林加卡組界放！                       | 雙重合體，布林加卡組界放               | 富岡淳廣 | 齋藤昭裕          | 齋藤昭裕 | 鈴木幸江                     | スレイヴ．ガイアスラ                       |
| 19     | ブリンガー危うし！ヤイバVSキザクラ                           | 布林加危險！刃VS黃櫻！                          | 布林加危在旦夕 刃對黃纓                | 山田由香 | 高橋順            | 高橋順   | 石田智子                     | 大天使ララファエル                         |
| 20     | 復讐の海デッキ！異海神ディスト・ルクシオン                   | 復仇之海卡組！異海神 迪斯托·魯克希恩！          | 復仇之海卡組 異海神迪斯托盧克希昂      | 神山修一 | 中島大輔          | 中島大輔 | 長生中                       | 異海神ディスト．ルクシオン                 |
| 21     | 救え、光輝龍皇シャイニング・ドラゴン・アーク                 | 拯救布林加、光輝龍皇閃耀星龍·聖約！             | 拯救布林加 光輝龍皇閃耀星龍聖約        | 網谷正治 | 池野昭二          | 宮原秀二 | 尾形健一郎 清水陽一          | 光輝龍皇シャイニング・ドラゴン・アーク     |
| 22     | ふたりの王子 国を導く者                                      | 兩個王子 王國的引導者！                         | 兩位王子，領導國家的人                 | 富岡淳廣 | 譽田晶子          | 譽田晶子 | 稻吉朝子                     | 光龍騎神サジット・アポロドラゴン           |
| 23     | 白き騎士の伝説 天空の光剣クラウン・ソーラー                  | 純白騎士的傳說天空之光劍蒼穹日冕！              | 銀白騎士的傳說 天空之光劍蒼穹日冕      | 神山修一 | 亀井治            | 亀井治   | 久行宏和                     | 深淵の巨劍アビス．アポカリプス             |
| 24     | 明かされる真実！黄色デッキ対決！                             | 逐漸明朗的真相！黃屬性卡組之對決！              | 逐漸明朗的真相 黃屬性卡組的對決        | 山田由香 | 馬引圭            | 馬引圭   | 菊池晃                       | スティールハート                           |
| 25     | 天空の光剣、クーゲル･ホルンにブレイヴせよ！                  | 天空之光劍、和庫格爾·霍倫（合體）！             | 天空之光劍 跟庫格爾霍倫合體            | 網谷正治 | 工藤寬顯          | 工藤寬顯 | 波風立志                     | 槍光機神クーゲル．ホルン                   |
| 26     | 誰がためのバトル ツルギ対ブリンガー                          | 為誰而戰 劍VS布林加！                           | 為誰而戰？劍對布林加                   | 富岡淳廣 | 池野昭二          | 池野昭二 | 鈴木幸江                     | ゾディアックコンダクト                     |
| 27     | 自由への激闘！ハクア対ブラウ                                 | 自邁向自由的激鬥！哈古亞VS布拉烏！              | 邁向自由的激鬥 哈古亞對保拉烏          | 富岡淳廣 | 齋藤昭裕          | 齋藤昭裕 | 石川てつや                   | 天空の光剣クラウン．ソーラー               |
| 28     | ツルギ闇に起つ 暗黒の魔剣ダーク･ブレード開眼！               | 劍於黑暗中揭竿而起黑暗之魔劍黑暗霸劍開眼！      | 劍於黑暗中起義 暗黑之魔劍暗黑劍刃開眼  | 富岡淳廣 | 高橋順            | 高橋順   | 石田智子                     | 闇龍ダーク．ティラノザウラー               |
| 29     | 地の底より 闇龍ダーク・ティラノザウラー咆哮！                | 來自深淵之地底暗龍暗黑暴龍咆哮！                | 來自深淵的地底 暗龍暗黑暴龍咆哮        | 神山修一 | 中島大輔          | 中島大輔 | 長生中                       | 黃昏之暗黑銀河                             |
| 激鬥傳 |                                                              |                                                 |                                        |          |                   |          |                              |                                            |
| 30     | 闇対光！ツルギ対ツルギ！？                                   | 暗VS光！劍VS劍？！                              | 暗對光，劍對劍？                       | 網谷正治 | 馬引圭            | 馬引圭   | 稻吉朝子                     | 暗黑之魔劍ダーク．ブレード                 |
| 31     | 変な奴対決！黒蟲の妖刀ウスバカゲロウ冷笑！                   | 奇怪家夥對決！黑蟲之妖刀薄翅蜉蝣冷笑！          | 奇怪人的對決 黑蟲之妖刀薄翅蜉蝣冷笑    | 山田由香 | 譽田晶子          | 譽田晶子 | 菊池晃                       | ダーク．ディノニクソー                     |
| 32     | 夢幻の天剣トワイライト・ファンタジア乱舞！                   | 夢幻之天劍 暮光幻想 亂舞！                      | 夢幻之天劍暮光幻想亂舞                 | 富岡淳廣 | 亀井治            | 亀井治   | 久行宏和                     | 夢幻の天劍トワイライト．ファンタジア       |
| 33     | 王が見る世界 黒皇機獣ダークネス・グリフォン                  | 王所放眼的世界黑皇機獸暗黑獅鷲！                | 王所放眼的世界 黑皇機獸暗黑獅鷲        | 富岡淳廣 | 工藤寬顯          | 工藤寬顯 | 波風立志                     | 黑皇機獸ダークネス．グリフォン             |
| 34     | 宝玉のひみつ アマレロ対ブラウ                                | 寶玉的秘密 阿瑪鹿蘿VS布拉烏！                   | 寶珠的秘密 阿馬列洛對保拉烏            | 富岡淳廣 | 池野昭二          | 池野昭二 | 鈴木幸江                     | 凶神獣カオス・ペガサロス                   |
| 35     | 光牙鳳凰レックウマル見参！ハガクレVSリローヴ                 | 光牙鳳凰 裂空丸上陣！葉隱VS利洛普！             | 光牙鳳凰裂空丸上陣 葉隱對利羅烏        | 山田由香 | 齋藤昭裕          | 齋藤昭裕 | 石川てつや                   | 光牙鳳凰レックウマル                       |
| 36     | ハガクレ、愛を取り戻せ！                                     | 葉隱、把愛奪回！                                | 葉隱，奪回愛                           | 網谷正治 | 馬引圭            | 馬引圭   | 石田智子                     | 疾風之雙刃カムイ．ハヤテ                   |
| 37     | 王者はどっちだ！！闇龍VS黒皇機獣！                           | 王者誰屬！ ！暗龍VS黑皇機獸！                   | 誰是王者？暗龍對黑皇機獸               | 神山修一 | 高橋順            | 高橋順   | 稻吉朝子                     | フレイムディザスター                       |
| 38     | ヤイバが見た夢 白夜王対闇の黄色                              | 刃所望見的夢白夜王VS暗之黃屬性！                | 刃所見到的夢 白夜王對暗之黃屬性        | 神山修一 | 譽田晶子          | 譽田晶子 | 長生中                       | ダーク．バイソン                           |
| 39     | 神話の時代 スピリットたちの雄叫び                            | 神話時代-眾戰魂的雄叫！                         | 神話的時代 一眾戰魂的吶喊              | 富岡淳廣 | 中島大輔          | 譽田晶子 | 豐田曉子 丸尾一              | 黑皇機獸ダークネス．グリフォン             |
| 40     | その男、ガルドス 邪悪の告白                                  | 那個男人、加爾多斯 邪惡的告白！                 | 那個男人，加魯多斯 邪惡的剖白          | 富岡淳廣 | 池野昭二          | 中島大輔 | 久行宏和                     | 黑劍龍レックスビート．ザウラー             |
| 41     | さようならスオウ 蘇れライトニング・シオン                    | 再見了 蘇芳 覺醒吧 紫電雷鳴！                   | 再見了，蘇方 甦醒吧，雷霆紫苑          | 網谷正治 | 工藤寬顯          | 波風立志 | 波風立志                     | 白蛇帝アルデウス．ヴァイパー               |
| 42     | ツルギVSスオウ！龍輝神シャイニング・ドラゴン・オーバーレイ！ | 劍VS蘇芳！龍輝神 閃耀星龍·烈光！                | 劍對蘇方 龍輝神閃耀星龍超極烈光        | 山田由香 | 馬引圭            | 馬引圭   | 杉井剛                       | 龍輝神シャイニング．ドラゴン．オーバーレイ |
| 43     | 光と闇の儀式 裁きの神剣招来！                                | 光與暗的儀式 裁決之神劍招來！                   | 光與暗的儀式 裁決之神劍招來            | 富岡淳廣 | 齋藤昭裕          | 齋藤昭裕 | 鈴木幸江                     | シャドー・アルデウス                       |
| 44     | 神VS人 裁きの神剣起動！                                      | 神與人 裁決之神劍啟動！                         | 神對人，裁決之神劍啟動                 | 富岡淳廣 | 高橋順            | 高橋順   | 長生中                       | 紫電之靈劍ライトニング・シオン             |
| 45     | 反撃のソードアイズ ガルドスを倒せ！                          | 劍之眼反擊 誓把加魯多斯打倒                     | 反擊的劍之眼，擊敗加魯多斯             | 神山修一 | 中島大輔          | 中島大輔 | 波風立志                     | ソウエン・ドラグーン                       |
| 46     | 神の罰！？ハガクレVSキザクラ                                 | 神的懲罰嗎？葉隱VS黃櫻                          | 神的懲罰？葉隱對黃纓                   | 山田由香 | 譽田晶子          | 譽田晶子 | 丸尾一 豐田曉子              | 光の天使ダリエル                           |
| 47     | 俺の言葉を聞け！ツルギ対ヤイバ                               | 聽到我的話！劍VS刃                              | 聽我的說話，劍對刃                     | 網谷正治 | 池野昭二          | 池野昭二 | 稻吉朝子                     | 聖劍連山                                   |
| 48     | 夢かなう世界へ ブリンガーMk-3出撃！                          | 世界夢想成真 守護者Mk-3出撃！                   | 邁向實現夢想的世界 布林加MK-3出擊      | 富岡淳廣 | 工藤寬顯          | 工藤寬顯 | 波風立志 尾形健一郎 菊地功一 | 龍輝神シャイニング・ドラゴン・オーバーレイ |
| 49     | 神を撃つ ソードアイズデッキ峻烈！                            | 擊倒神明劍之眼卡組峻烈                          | 擊敗神，劍之眼卡組的險戰               | 富岡淳廣 | 馬引圭            | 馬引圭   | 久行宏和                     | 斷罪的滅龍ジャッジメント．ドラゴニス       |
| 50     | 人、作りし神話                                               | 人類，所製造的神話                              | 人類創造神話                           | 富岡淳廣 | 齋藤昭裕          | 齋藤昭裕 | 稻吉智重 稻吉朝子            | -                                          |

### 播放電視台
香港
| ViuTV 星期一至三 16:30－17:00 2019年8月5日因節目調動而停播，原定集數於翌日12:30補播 | ViuTV 星期一至三 16:30－17:00 2019年8月5日因節目調動而停播，原定集數於翌日12:30補播 | ViuTV 星期一至三 16:30－17:00 2019年8月5日因節目調動而停播，原定集數於翌日12:30補播 |
| ----------------------------------------------------------------------------------- | ----------------------------------------------------------------------------------- | ----------------------------------------------------------------------------------- |
|                                                                                     | Battle Spirits – 劍之眼 （2019年7月15日－11月5日）                                  |                                                                                     |
| 遊戲王VRAINS （第1-46集）                                                           | Battle Spirits – 最強銀河究極Zero                                                   |                                                                                     |

## 漫画版
本作品漫画版于2012年9月 - 2013年8月期间在集英社旗下的最强Jump连载，而港台地区则分别通过正文社和东立出版社发行。

## 外部連結
- （日語）Battle Spirits Sword Eyes（页面存档备份，存于）（日昇動畫）
- （日語）Battle Spirits Sword Eyes（页面存档备份，存于）（名古屋電視台）